# Calycera sympaganthera
Calycera sympaganthera är en calyceraväxtart som först beskrevs av Hipólito Ruiz López och Pav., och fick sitt nu gällande namn av C. Marticorena och M. Quezada. Calycera sympaganthera ingår i släktet Calycera och familjen calyceraväxter. Inga underarter finns listade i Catalogue of Life.